# Беньяминов, Герман Фёдорович
Герман Фёдорович Беньяминов (род. 8 октября 1940, Киев) — советский украинский теннисист, мастер спорта СССР по теннису (1964), заслуженный тренер УССР (1983), заслуженный работник физической культуры и спорта Украины.

## Биография
Родился в семье рабочих. С детских лет начал заниматься теннисом — учителями были Калмыкова О. Н., Бальва В. М., Хохлов И. С. В 1959 году окончил среднюю школу, поступил в Киевский государственный институт физической культуры, окончил с дипломом тренера по теннису.
С 1963 по 1979 год работал на кафедре физического воспитания Киевского политехнического института. Одновременно выступал в соревнованиях за товарищество «Буревестник» и учился мастерству у Тутаевой Веры Георгиевны. Неоднократный победитель и призёр всесоюзных и республиканских соревнований.
В течение 1979—1993 годов тренировал украинских теннисистов — членов сборных команд СССР и независимой Украины. В 1986 году возглавлял сборную УССР по теннису — победительницу Спартакиады народов СССР. В 1990 году стал судьёй национальной категории.
В 1993 году избран президентом Федерации тенниса Украины, переизбирался в 1996 и 2000 годах. Впоследствии почётный президент Федерации тенниса Украины. Также почётный член НОК Украины.